# Bundestagswahlkreis Oberbergischer Kreis
Der Wahlkreis Oberbergischer Kreis (Wahlkreis 98; bis zur Bundestagswahl 2021 Wahlkreis 99) ist ein Bundestagswahlkreis in Nordrhein-Westfalen. Er umfasst den Oberbergischen Kreis. Der Wahlkreis wurde bei bislang allen Wahlen außer der Bundestagswahl 1998 vom jeweiligen Kandidaten der CDU gewonnen.

## Wahlkreisgeschichte
| Wahl      | Wahlkreisname                                 | Gebiet |
| --------- | --------------------------------------------- | --- |
| 1949–1961 | 71 Oberbergischer Kreis                       | alter Oberbergischer Kreis |
| 1965–1969 | 65 Oberbergischer Kreis – Siegkreis II        | alter Oberbergischer Kreis, vom Siegkreis die Gemeinden Eitorf, Hennef, Herchen, Lauthausen, Much, Rosbach, Siegburg, Uckerath und Wahlscheid sowie die Ämter Lohmar, Neunkirchen und Ruppichteroth |
| 1972–1976 | 65 Oberbergischer Kreis – Rhein-Sieg-Kreis II | alter Oberbergischer Kreis, vom Rhein-Sieg-Kreis die Gemeinden Dattenfeld, Eitorf, Hennef, Lohmar, Much, Neunkirchen-Seelscheid, Ruppichteroth, Siegburg und Windeck                                |
| 1980–1998 | 66 Oberbergischer Kreis                       | Oberbergischer Kreis |
| 2002–2009 | 100 Oberbergischer Kreis                      | Oberbergischer Kreis |
| 2013–2021 | 99 Oberbergischer Kreis                       | Oberbergischer Kreis |
| 2025–     | 98 Oberbergischer Kreis                       | Oberbergischer Kreis |

## Wahlkreisabgeordnete
| Wahl | Abgeordneter | Abgeordneter             | Partei | Stimmen in % |
| ---- | ------------ | ------------------------ | ------ | ------------ |
| 1949 |              | August Dresbach          | CDU    | 37,0         |
| 1953 | 43,5         | August Dresbach          | CDU    |              |
| 1957 | 56,0         | August Dresbach          | CDU    |              |
| 1961 | 45,0         | August Dresbach          | CDU    |              |
| 1965 |              | Gustav Stein             | CDU    | 51,9         |
| 1969 | 45,7         | Gustav Stein             | CDU    |              |
| 1972 |              | Horst Waffenschmidt      | CDU    | 47,7         |
| 1976 | 51,7         | Horst Waffenschmidt      | CDU    |              |
| 1980 | 49,1         | Horst Waffenschmidt      | CDU    |              |
| 1983 | 55,0         | Horst Waffenschmidt      | CDU    |              |
| 1987 | 50,3         | Horst Waffenschmidt      | CDU    |              |
| 1990 | 50,1         | Horst Waffenschmidt      | CDU    |              |
| 1994 | 48,8         | Horst Waffenschmidt      | CDU    |              |
| 1998 |              | Friedhelm Julius Beucher | SPD    | 44,9         |
| 2002 |              | Klaus-Peter Flosbach     | CDU    | 45,2         |
| 2005 | 49,1         | Klaus-Peter Flosbach     | CDU    |              |
| 2009 | 48,4         | Klaus-Peter Flosbach     | CDU    |              |
| 2013 | 52,2         | Klaus-Peter Flosbach     | CDU    |              |
| 2017 |              | Carsten Brodesser        | CDU    | 43,7         |
| 2021 | 33,9         | Carsten Brodesser        | CDU    |              |
| 2025 | 36,9         | Carsten Brodesser        | CDU    |              |

Ergebnisse von 1965 bis 1969 für den Wahlkreis Oberbergischer Kreis – Siegkreis II und von 1972 bis 1976 für den Wahlkreis Oberbergischer Kreis – Rhein-Sieg-Kreis II.

## Wahlergebnisse

### Bundestagswahl 2025
| Kandidaten                                             | Kandidaten                     | Parteien/Listen       | Erststimmen | Erststimmen | Zweitstimmen | Zweitstimmen |
| Kandidaten                                             | Kandidaten                     | Parteien/Listen       | Stimmen     | %           | Stimmen      | %            |
| ------------------------------------------------------ | ------------------------------ | --------------------- | ----------- | ----------- | ------------ | ------------ |
|                                                        | Pascal Reinhardt               | SPD                   | 34.869      | 20,7        | 29.960       | 17,8         |
|                                                        | Carsten Brodessergewählt im WK | CDU                   | 62.100      | 36,9        | 53.407       | 31,7         |
|                                                        | Sabine Grützmacher             | Bündnis 90/Die Grünen | 14.813      | 8,8         | 16.035       | 9,5          |
|                                                        | Sebastian Diener               | FDP                   | 5.476       | 3,3         | 7.771        | 4,6          |
|                                                        | Bernd Rummler                  | AfD                   | 36.265      | 21,6        | 35.722       | 21,2         |
|                                                        | Jan Köstering                  | Die Linke             | 10.064      | 6,0         | 10.598       | 6,3          |
|                                                        | Tobias Vormstein               | Freie Wähler          | 2.914       | 1,7         | 1.189        | 0,7          |
|                                                        | –                              | Tierschutzpartei      | –           | –           | 2.369        | 1,4          |
|                                                        | –                              | dieBasis              | –           | –           | 589          | 0,3          |
|                                                        | –                              | Die PARTEI            | –           | –           | 1.010        | 0,6          |
|                                                        | –                              | Todenhöfer            | –           | –           | 253          | 0,2          |
|                                                        | Marius Roth                    | Volt                  | 1.759       | 1,0         | 1.032        | 0,6          |
|                                                        | –                              | MLPD                  | –           | –           | 47           | 0,0          |
|                                                        | –                              | PdF                   | –           | –           | 347          | 0,2          |
|                                                        | –                              | Bündnis Deutschland   | –           | –           | 295          | 0,2          |
|                                                        | –                              | BSW                   | –           | –           | 7.768        | 4,6          |
|                                                        | –                              | MERA25                | –           | –           | 37           | 0,0          |
|                                                        | –                              | WerteUnion            | –           | –           | 180          | 0,1          |
| Gesamt                                                 | Gesamt                         | Gesamt                | 168.260     | 100         | 168.609      | 100          |
|                                                        |                                |                       |             |             |              |              |
| Ungültige Stimmen                                      | Ungültige Stimmen              | Ungültige Stimmen     | 1.559       | 0,9         | 1.210        | 0,7          |
| Wähler                                                 | Wähler                         | Wähler                | 169.819     | 83,1        | 169.819      | 83,1         |
| Wahlberechtigte                                        | Wahlberechtigte                | Wahlberechtigte       | 204.353     |             | 204.353      |              |
|                                                        |                                |                       |             |             |              |              |
| Quellen: Die Bundeswahlleiterin, Kandidaten – Ergebnis |                                |                       |             |             |              |              |

### Bundestagswahl 2021
| Kandidaten                                            | Kandidaten                     | Parteien/Listen      | Erststimmen | Erststimmen | Zweitstimmen | Zweitstimmen |
| Kandidaten                                            | Kandidaten                     | Parteien/Listen      | Stimmen     | %           | Stimmen      | %            |
| ----------------------------------------------------- | ------------------------------ | -------------------- | ----------- | ----------- | ------------ | ------------ |
|                                                       | Carsten Brodessergewählt im WK | CDU                  | 53.757      | 33,9        | 44.018       | 27,7         |
|                                                       | Michaela Engelmeier            | SPD                  | 42.461      | 26,8        | 42.413       | 26,7         |
|                                                       | Jörg von Polheim               | FDP                  | 15.636      | 9,9         | 19.796       | 12,5         |
|                                                       | Bernd Rummler                  | AfD                  | 15.071      | 9,5         | 15.211       | 9,6          |
|                                                       | Sabine Grützmacher             | GRÜNE                | 19.015      | 12,0        | 19.959       | 12,6         |
|                                                       | Diyar Agu                      | DIE LINKE            | 4.587       | 2,9         | 5.153        | 3,2          |
|                                                       | Philipp Ernst Wüster           | Die PARTEI           | 2.887       | 1,8         | 1.622        | 1,0          |
|                                                       | –                              | Tierschutzpartei     | –           | –           | 2.426        | 1,5          |
|                                                       | –                              | PIRATEN              | –           | –           | 652          | 0,4          |
|                                                       | Christian Abstoß               | FREIE WÄHLER         | 2.246       | 1,4         | 1.434        | 0,9          |
|                                                       | –                              | NPD                  | –           | –           | 153          | 0,1          |
|                                                       | –                              | ÖDP                  | –           | –           | 183          | 0,1          |
|                                                       | –                              | V-Partei³            | –           | –           | 89           | 0,1          |
|                                                       | –                              | Gesundheitsforschung | –           | –           | 221          | 0,1          |
|                                                       | –                              | MLPD                 | –           | –           | 25           | 0,0          |
|                                                       | –                              | Die Humanisten       | –           | –           | 104          | 0,1          |
|                                                       | –                              | DKP                  | –           | –           | 15           | 0,0          |
|                                                       | –                              | SGP                  | –           | –           | 18           | 0,0          |
|                                                       | Markos Pavlidis                | dieBasis             | 2.847       | 1,8         | 2.809        | 1,8          |
|                                                       | –                              | Bündnis C            | –           | –           | 699          | 0,4          |
|                                                       | –                              | du.                  | –           | –           | 78           | 0,0          |
|                                                       | –                              | LIEBE                | –           | –           | 236          | 0,1          |
|                                                       | –                              | LKR                  | –           | –           | 34           | 0,0          |
|                                                       | –                              | PdF                  | –           | –           | 110          | 0,1          |
|                                                       | –                              | LfK                  | –           | –           | 178          | 0,1          |
|                                                       | –                              | Team Todenhöfer      | –           | –           | 635          | 0,4          |
|                                                       | –                              | Volt                 | –           | –           | 403          | 0,3          |
| Gesamt                                                | Gesamt                         | Gesamt               | 158.507     | 100         | 158.674      | 100          |
|                                                       |                                |                      |             |             |              |              |
| Ungültige Stimmen                                     | Ungültige Stimmen              | Ungültige Stimmen    | 1.639       | 1,0         | 1.472        | 0,9          |
| Wähler                                                | Wähler                         | Wähler               | 160.146     | 77,5        | 160.146      | 77,5         |
| Wahlberechtigte                                       | Wahlberechtigte                | Wahlberechtigte      | 206.640     |             | 206.640      |              |
|                                                       |                                |                      |             |             |              |              |
| Quellen: Die Bundeswahlleiterin, Kandidaten – Stimmen |                                |                      |             |             |              |              |

### Bundestagswahl 2017
| Kandidaten                                            | Kandidaten                     | Parteien/Listen      | Erststimmen | Erststimmen | Zweitstimmen | Zweitstimmen |
| Kandidaten                                            | Kandidaten                     | Parteien/Listen      | Stimmen     | %           | Stimmen      | %            |
| ----------------------------------------------------- | ------------------------------ | -------------------- | ----------- | ----------- | ------------ | ------------ |
|                                                       | Carsten Brodessergewählt im WK | CDU                  | 67.603      | 43,7        | 56.567       | 36,5         |
|                                                       | Michaela Engelmeier            | SPD                  | 41.305      | 26,7        | 35.078       | 22,6         |
|                                                       | Michael Braun                  | GRÜNE                | 9.489       | 6,1         | 9.995        | 6,4          |
|                                                       | Diyar Agu                      | DIE LINKE            | 7.999       | 5,2         | 9.887        | 6,4          |
|                                                       | Heinz Jörg Kloppenburg         | FDP                  | 12.123      | 7,8         | 21.353       | 13,8         |
|                                                       | Stefan Zühlke                  | AfD                  | 15.648      | 10,1        | 16.413       | 10,6         |
|                                                       | –                              | PIRATEN              | –           | –           | 640          | 0,4          |
|                                                       | –                              | NPD                  | –           | –           | 328          | 0,2          |
|                                                       | –                              | Die PARTEI           | –           | –           | 1.099        | 0,7          |
|                                                       | –                              | FREIE WÄHLER         | –           | –           | 386          | 0,2          |
|                                                       | –                              | Volksabstimmung      | –           | –           | 204          | 0,1          |
|                                                       | –                              | ÖDP                  | –           | –           | 253          | 0,2          |
|                                                       | –                              | MLPD                 | –           | –           | 52           | 0,0          |
|                                                       | –                              | SGP                  | –           | –           | 9            | 0,0          |
|                                                       | –                              | AD-DEMOKRATEN        | –           | –           | 531          | 0,3          |
|                                                       | –                              | BGE                  | –           | –           | 153          | 0,1          |
|                                                       | –                              | DiB                  | –           | –           | 186          | 0,1          |
|                                                       | –                              | DKP                  | –           | –           | 16           | 0,0          |
|                                                       | –                              | DM                   | –           | –           | 232          | 0,1          |
|                                                       | –                              | Die Humanisten       | –           | –           | 91           | 0,1          |
|                                                       | –                              | Gesundheitsforschung | –           | –           | 175          | 0,1          |
|                                                       | –                              | Tierschutzpartei     | –           | –           | 1.238        | 0,8          |
|                                                       | –                              | V-Partei³            | –           | –           | 148          | 0,1          |
|                                                       | Felix Staratschek              | Einzelbewerber       | 464         | 0,3         | –            | –            |
| Gesamt                                                | Gesamt                         | Gesamt               | 154.631     | 100         | 155.034      | 100          |
|                                                       |                                |                      |             |             |              |              |
| Ungültige Stimmen                                     | Ungültige Stimmen              | Ungültige Stimmen    | 1.962       | 1,3         | 1.559        | 1,0          |
| Wähler                                                | Wähler                         | Wähler               | 156.593     | 75,1        | 156.593      | 75,1         |
| Wahlberechtigte                                       | Wahlberechtigte                | Wahlberechtigte      | 208.418     |             | 208.418      |              |
|                                                       |                                |                      |             |             |              |              |
| Quellen: Die Bundeswahlleiterin, Kandidaten – Stimmen |                                |                      |             |             |              |              |

### Bundestagswahl 2013
| Gegenstand der Nachweisung | Gegenstand der Nachweisung | Erst- stimmen | Erst- stimmen | Zweit- stimmen | Zweit- stimmen |
| Bewerber                   | Partei                     | Anzahl        | %             | Anzahl         | %              |
| -------------------------- | -------------------------- | ------------- | ------------- | -------------- | -------------- |
| Wahlberechtigte            | Wahlberechtigte            | 209.414       | 100,0         | 209.414        | 100,0          |
| Wähler                     | Wähler                     | 150.899       | 72,1          | 150.899        | 72,1           |
| Ungültige Stimmen          | Ungültige Stimmen          | 1.983         | 1,3           | 1.953          | 1,3            |
| Gültige Stimmen            | Gültige Stimmen            | 148.916       | 100,0         | 148.946        | 100,0          |
| davon                      |                            |               |               |                |                |
| Klaus-Peter Flosbach       | CDU                        | 77.800        | 52,2          | 67.437         | 45,3           |
| Michaela Engelmeier        | SPD                        | 44.773        | 30,1          | 40.185         | 27,0           |
| Jörg von Polheim           | FDP                        | 3.226         | 2,2           | 8.446          | 5,7            |
| Michael Braun              | GRÜNE                      | 7.675         | 5,2           | 10.347         | 6,9            |
| Georg Hewald               | DIE LINKE                  | 6.373         | 4,3           | 8.055          | 5,4            |
| Heiko Knotte               | PIRATEN                    | 2.769         | 1,9           | 2.849          | 1,9            |
| Frank Ipach                | NPD                        | 1.491         | 1,0           | 1.329          | 0,9            |
|                            | REP                        | –             | –             | 152            | 0,1            |
|                            | Bündnis 21/RRP             | –             | –             | 72             | 0,0            |
|                            | Volksabstimmung            | –             | –             | 363            | 0,2            |
|                            | ÖDP                        | –             | –             | 262            | 0,2            |
|                            | MLPD                       | –             | –             | 26             | 0,0            |
|                            | BüSo                       | –             | –             | 18             | 0,0            |
|                            | PSG                        | –             | –             | 32             | 0,0            |
| Rolf Plötz                 | AfD                        | 4.455         | 3,0           | 7.487          | 5,0            |
|                            | BIG                        | –             | –             | 80             | 0,1            |
|                            | pro Deutschland            | –             | –             | 473            | 0,3            |
|                            | DIE RECHTE                 | –             | –             | 21             | 0,0            |
|                            | FREIE WÄHLER               | –             | –             | 364            | 0,2            |
|                            | Nichtwähler                | –             | –             | 189            | 0,1            |
|                            | PDV                        | –             | –             | 130            | 0,1            |
|                            | Die PARTEI                 | –             | –             | 629            | 0,4            |
| Felix Johannes Staratschek | Einzelbewerber             | 354           | 0,2           |                |                |

Michaela Engelmeier zog über die SPD-Landesliste in den Deutschen Bundestag ein.

### Bundestagswahl 2009
| Gegenstand der Nachweisung | Gegenstand der Nachweisung | Erst- stimmen | Erst- stimmen | Zweit- stimmen | Zweit- stimmen |
| Bewerber                   | Partei                     | Anzahl        | %             | Anzahl         | %              |
| -------------------------- | -------------------------- | ------------- | ------------- | -------------- | -------------- |
| Wahlberechtigte            | Wahlberechtigte            | 211.963       | 100,0         | 211.963        | 100,0          |
| Wähler                     | Wähler                     | 150.609       | 71,1          | 150.609        | 71,1           |
| Ungültige Stimmen          | Ungültige Stimmen          | 2.389         | 1,6           | 2.173          | 1,4            |
| Gültige Stimmen            | Gültige Stimmen            | 148.220       | 100,0         | 148.436        | 100,0          |
| davon                      |                            |               |               |                |                |
| Michaela Engelmeier-Heite  | SPD                        | 41.165        | 27,8          | 35.604         | 24,0           |
| Klaus-Peter Flosbach       | CDU                        | 71.759        | 48,4          | 56.807         | 38,3           |
| Jörg von Polheim           | FDP                        | 12.990        | 8,8           | 25.007         | 16,8           |
| Andreas Schmitz            | GRÜNE                      | 10.066        | 6,8           | 12.826         | 8,6            |
| Axel Hofmann               | DIE LINKE                  | 9.599         | 6,5           | 11.070         | 7,5            |
| Marc-Benedict Kremer       | NPD                        | 1.734         | 1,2           | 1.317          | 0,9            |
|                            | Die Tierschutzpartei       | –             | –             | 977            | 0,7            |
|                            | FAMILIE                    | –             | –             | 905            | 0,6            |
|                            | REP                        | –             | –             | 380            | 0,3            |
|                            | Volksabstimmung            | –             | –             | 193            | 0,1            |
|                            | MLPD                       | –             | –             | 16             | 0,0            |
|                            | PSG                        | –             | –             | 22             | 0,0            |
|                            | ZENTRUM                    | –             | –             | 79             | 0,1            |
|                            | BüSo                       | –             | –             | 36             | 0,0            |
|                            | DVU                        | –             | –             | 119            | 0,1            |
| Felix Johannes Staratschek | ödp                        | 458           | 0,3           | 264            | 0,2            |
|                            | PIRATEN                    | –             | –             | 2.035          | 1,4            |
|                            | RRP                        | –             | –             | 228            | 0,2            |
|                            | RENTNER                    | –             | –             | 551            | 0,4            |
| Dirk Grabowski             | Willi-Weise-Projekt        | 449           | 0,3           |                |                |

Jörg von Polheim rückte am 4. Januar 2012 in den Bundestag nach.

### Bundestagswahl 2005
| Gegenstand der Nachweisung    | Gegenstand der Nachweisung | Erst- stimmen | Erst- stimmen | Zweit- stimmen | Zweit- stimmen |
| Bewerber                      | Partei                     | Anzahl        | %             | Anzahl         | %              |
| ----------------------------- | -------------------------- | ------------- | ------------- | -------------- | -------------- |
| Wahlberechtigte               | Wahlberechtigte            | 212.632       | 100,0         | 212.632        | 100,0          |
| Wähler                        | Wähler                     | 165.042       | 77,6          | 165.042        | 77,6           |
| Ungültige Stimmen             | Ungültige Stimmen          | 2.590         | 1,6           | 2.544          | 1,5            |
| Gültige Stimmen               | Gültige Stimmen            | 162.452       | 100,0         | 162.498        | 100,0          |
| davon                         |                            |               |               |                |                |
| Michaela Engelmeier-Heite     | SPD                        | 62.195        | 38,3          | 55.537         | 34,2           |
| Klaus-Peter Flosbach          | CDU                        | 79.789        | 49,1          | 64.751         | 39,8           |
| Sylvia Bruns                  | FDP                        | 6.743         | 4,2           | 18.849         | 11,6           |
| Andreas Schmitz               | GRÜNE                      | 6.129         | 3,8           | 10.891         | 6,7            |
| Peter Fritz Sebastian Ullmann | Die Linke.                 | 5.736         | 3,5           | 7.232          | 4,5            |
|                               | REP                        | –             | –             | 484            | 0,3            |
|                               | Die Tierschutzpartei       | –             | –             | 898            | 0,6            |
| Frank-Rainer Nissler          | NPD                        | 1.509         | 0,9           | 1.401          | 0,9            |
|                               | FAMILIE                    | –             | –             | 854            | 0,5            |
|                               | GRAUE                      | –             | –             | 554            | 0,3            |
|                               | PBC                        | –             | –             | 698            | 0,4            |
|                               | ZENTRUM                    | –             | –             | 53             | 0,0            |
|                               | BüSo                       | –             | –             | 27             | 0,0            |
|                               | Deutschland                | –             | –             | 149            | 0,1            |
|                               | MLPD                       | –             | –             | 38             | 0,0            |
|                               | PSG                        | –             | –             | 82             | 0,1            |
| Felix Johannes Staratschek    | Einzelbewerber             | 351           | 0,2           |                |                |

### Bundestagswahl 2002
| Gegenstand der Nachweisung | Gegenstand der Nachweisung | Erst- stimmen | Erst- stimmen | Zweit- stimmen | Zweit- stimmen |
| Bewerber                   | Partei                     | Anzahl        | %             | Anzahl         | %              |
| -------------------------- | -------------------------- | ------------- | ------------- | -------------- | -------------- |
| Wahlberechtigte            | Wahlberechtigte            | 210.055       | 100,0         | 210.055        | 100,0          |
| Wähler                     | Wähler                     | 170.173       | 81,0          | 170.173        | 81,0           |
| Ungültige Stimmen          | Ungültige Stimmen          | 2.019         | 1,2           | 1.815          | 1,1            |
| Gültige Stimmen            | Gültige Stimmen            | 168.154       | 100,0         | 168.358        | 100,0          |
| davon                      |                            |               |               |                |                |
| Friedhelm Julius Beucher   | SPD                        | 73.038        | 43,4          | 64.657         | 38,4           |
| Klaus-Peter Flosbach       | CDU                        | 75.983        | 45,2          | 70.286         | 41,7           |
| Ina Albowitz               | FDP                        | 9.855         | 5,9           | 15.696         | 9,3            |
| Helmut Schäfer             | GRÜNE                      | 6.330         | 3,8           | 11.951         | 7,1            |
| Daniel Lack                | PDS                        | 1.392         | 0,8           | 1.644          | 1,0            |
|                            | REP                        | –             | –             | 452            | 0,3            |
|                            | GRAUE                      | –             | –             | 285            | 0,2            |
|                            | Die Tierschutzpartei       | –             | –             | 671            | 0,4            |
|                            | FAMILIE                    | –             | –             | 369            | 0,2            |
|                            | NPD                        | –             | –             | 448            | 0,3            |
|                            | PBC                        | –             | –             | 519            | 0,3            |
| Felix Johannes Staratschek | ödp                        | 401           | 0,2           | 144            | 0,1            |
|                            | CM                         | –             | –             | 128            | 0,1            |
|                            | DIE FRAUEN                 | –             | –             | 158            | 0,1            |
|                            | BüSo                       | –             | –             | 15             | 0,0            |
|                            | Die Violetten              | –             | –             | 48             | 0,0            |
|                            | ZENTRUM                    | –             | –             | 56             | 0,0            |
|                            | HP                         | –             | –             | 18             | 0,0            |
| Hans-Joachim Söhn          | Schill                     | 1.155         | 0,7           | 813            | 0,5            |

### Bundestagswahl 1998
| Gegenstand der Nachweisung | Gegenstand der Nachweisung | Erst- stimmen | Erst- stimmen | Zweit- stimmen | Zweit- stimmen |
| Bewerber                   | Partei                     | Anzahl        | %             | Anzahl         | %              |
| -------------------------- | -------------------------- | ------------- | ------------- | -------------- | -------------- |
| Wahlberechtigte            | Wahlberechtigte            | 205.296       | 100,0         | 205.296        | 100,0          |
| Wähler                     | Wähler                     | 173.614       | 84,6          | 173.614        | 84,6           |
| Ungültige Stimmen          | Ungültige Stimmen          | 2.418         | 1,4           | 1.898          | 1,1            |
| Gültige Stimmen            | Gültige Stimmen            | 171.196       | 100,0         | 171.716        | 100,0          |
| davon                      |                            |               |               |                |                |
| Friedhelm Julius Beucher   | SPD                        | 76.924        | 44,9          | 70.643         | 41,1           |
| Klaus-Peter Flosbach       | CDU                        | 76.565        | 44,7          | 68.410         | 39,8           |
| Ina Albowitz               | F.D.P.                     | 6.147         | 3,6           | 13.487         | 7,9            |
| Dagmar Kampf-Spieler       | GRÜNE                      | 7.857         | 4,6           | 10.295         | 6,0            |
|                            | PDS                        | –             | –             | 1.579          | 0,9            |
|                            | Deutschland                | –             | –             | 118            | 0,1            |
|                            | APPD                       | –             | –             | 123            | 0,1            |
|                            | BüSo                       | –             | –             | 31             | 0,0            |
|                            | BFB – Die Offensive        | –             | –             | 118            | 0,1            |
|                            | Chance 2000                | –             | –             | 60             | 0,0            |
|                            | CM                         | –             | –             | 108            | 0,1            |
|                            | DVU                        | –             | –             | 1.965          | 1,1            |
| Gertrud Freis              | GRAUE                      | 949           | 0,6           | 602            | 0,4            |
| Volker Grumbrecht          | REP                        | 2.370         | 1,4           | 1.475          | 0,9            |
|                            | FAMILIE                    | –             | –             | 380            | 0,2            |
|                            | DIE FRAUEN                 | –             | –             | 54             | 0,0            |
|                            | Pro DM                     | –             | –             | 849            | 0,5            |
|                            | MLPD                       | –             | –             | 11             | 0,0            |
|                            | Tierschutz                 | –             | –             | 514            | 0,3            |
|                            | NPD                        | –             | –             | 143            | 0,1            |
|                            | NATURGESETZ                | –             | –             | 73             | 0,0            |
| Felix Johannes Staratschek | ödp                        | 384           | 0,2           | 191            | 0,1            |
|                            | PBC                        | –             | –             | 375            | 0,2            |
|                            | Nichtwähler                | –             | –             | 104            | 0,1            |
|                            | PSG                        | –             | –             | 8              | 0,0            |

### Bundestagswahl 1994
| Gegenstand der Nachweisung | Gegenstand der Nachweisung | Erst- stimmen | Erst- stimmen | Zweit- stimmen | Zweit- stimmen |
| Bewerber                   | Partei                     | Anzahl        | %             | Anzahl         | %              |
| -------------------------- | -------------------------- | ------------- | ------------- | -------------- | -------------- |
| Wahlberechtigte            | Wahlberechtigte            | 201.690       | 100,0         | 201.690        | 100,0          |
| Wähler                     | Wähler                     | 167.513       | 83,1          | 167.513        | 83,1           |
| Ungültige Stimmen          | Ungültige Stimmen          | 4.421         | 2,6           | 3.287          | 2,0            |
| Gültige Stimmen            | Gültige Stimmen            | 163.092       | 100,0         | 164.226        | 100,0          |
| davon                      |                            |               |               |                |                |
| Friedhelm Julius Beucher   | SPD                        | 64.849        | 39,8          | 62.753         | 38,2           |
| Horst Waffenschmidt        | CDU                        | 79.654        | 48,8          | 71.981         | 43,8           |
| Ina Albowitz               | F.D.P.                     | 5.916         | 3,6           | 13.242         | 8,1            |
| Helmut Schäfer             | GRÜNE                      | 9.343         | 5,7           | 10.670         | 6,5            |
| Heinz Kukla                | REP                        | 2.089         | 1,3           | 1.988          | 1,2            |
|                            | PDS                        | –             | –             | 1.135          | 0,7            |
|                            | Solidarität                | –             | –             | 17             | 0,0            |
|                            | BSA                        | –             | –             | 17             | 0,0            |
|                            | CM                         | –             | –             | 151            | 0,1            |
|                            | ZENTRUM                    | –             | –             | 31             | 0,0            |
| Gertrud Freis              | DIE GRAUEN                 | 940           | 0,6           | 771            | 0,5            |
|                            | NATURGESETZ                | –             | –             | 107            | 0,1            |
|                            | MLPD                       | –             | –             | 5              | 0,0            |
|                            | Die Tierschutzpartei       | –             | –             | 536            | 0,3            |
|                            | ÖDP                        | –             | –             | 233            | 0,1            |
|                            | PBC                        | –             | –             | 343            | 0,2            |
|                            | STATT Partei               | –             | –             | 246            | 0,1            |
| Edith Horsthemke-Becker    | Einzelbewerberin           | 301           | 0,2           |                |                |

### Bundestagswahl 1990
| Gegenstand der Nachweisung | Gegenstand der Nachweisung | Erst- stimmen | Erst- stimmen | Zweit- stimmen | Zweit- stimmen |
| Bewerber                   | Partei                     | Anzahl        | %             | Anzahl         | %              |
| -------------------------- | -------------------------- | ------------- | ------------- | -------------- | -------------- |
| Wahlberechtigte            | Wahlberechtigte            | 196.294       | 100,0         | 196.294        | 100,0          |
| Wähler                     | Wähler                     | 157.232       | 80,1          | 157.232        | 80,1           |
| Ungültige Stimmen          | Ungültige Stimmen          | 1.737         | 1,1           | 1.569          | 1,0            |
| Gültige Stimmen            | Gültige Stimmen            | 155.495       | 100,0         | 155.663        | 100,0          |
| davon                      |                            |               |               |                |                |
| Friedhelm Julius Beucher   | SPD                        | 56.770        | 36,5          | 54.820         | 35,2           |
| Horst Waffenschmidt        | CDU                        | 77.942        | 50,1          | 71.769         | 46,1           |
| Ina Albowitz               | F.D.P.                     | 10.684        | 6,9           | 18.702         | 12,0           |
| Friedrich Meyer            | GRÜNE                      | 6.131         | 3,9           | 5.796          | 3,7            |
|                            | CM                         | –             | –             | 303            | 0,2            |
| Gertrud Freis              | DIE GRAUEN                 | 1.194         | 0,8           | 1.197          | 0,8            |
| Volker Grumbrecht          | REP                        | 1.805         | 1,2           | 1.806          | 1,2            |
|                            | FRAUEN                     | –             | –             | 132            | 0,1            |
| Stefan Lux                 | NPD                        | 323           | 0,2           | 321            | 0,2            |
| Guido Hinz                 | ÖDP                        | 646           | 0,4           | 527            | 0,3            |
|                            | PDS                        | –             | –             | 254            | 0,2            |
|                            | Patrioten                  | –             | –             | 13             | 0,0            |
|                            | VAA                        | –             | –             | 23             | 0,0            |